# MILF-порнография
MILF-порнография (от англ. Mother I'd Like/Love to Fuck)  или порнография MILF & Mature MILF (рус. зрелая милфа) — жанр порнографии, в котором обычно играют актрисы в возрасте от 33 до 44 лет (MILF) и от 45 до 59 (mature/mature MILF). Центральное место типичного нарратива жанра занимает ролевая игра опытных женщин с любовниками значительно моложе себя (не менее чем на 16 лет), как с мужчинами, так и женщинами.

## Описание
Для актрис, работающих в жанре MILF (MILF & Mature MILF), существует множество отраслевых наград, самые известные и престижные из которых — XRCO Award «MILF-актриса года», премия AVN MILF/Cougar-исполнительнице года и Urban X Award «лучший MILF исполнитель». В Японии Adult Broadcasting Awards вручает премию в номинации «лучшая зрелая актриса».
В 2010-х в образе MILF появилось много порнографических актрис возрастом менее 25 лет.

## Известные исполнители
| Фото | Фамилия (Псевдоним) | Период номинирования | Полученные премии в жанре                                             | Количество |
| ---- | ------------------- | -------------------- | --------------------------------------------------------------------- | ---------- |
|      | Джулия Энн          | 2009–2015            | AVN, Nightmoves, XBIZ, XRCO, Miss FreeOnes                            | 8          |
|      | Лиза Энн            | 2009–2014            | AVN, Exxxotica Fann, F.A.M.E., Nightmoves, Urban X, XBIZ, XFANZ, XRCO | 12         |
|      | Брэнди Лав          | 2013–2022            | NightMoves, XBIZ, XRCO, Pornhub, Fleshbot                             | 6          |
|      | Индия Саммер        | 2010–2018            | AVN, XBIZ, XCritic, XRCO                                              | 6          |
|      | Чери Девилль        | 2017–2024            | AVN, XBIZ, XRCO, Pornhub                                              | 11         |
|      | Кендра Ласт         | 2013–2020            | AVN, NightMoves, XBIZ, XRCO, Urban X                                  | 10         |
|      | Таня Тейт           | 2010–2015            | AVN, Fanny, NightMoves, XRCO, XBIZ, SHAFTA                            | 10         |
|      | Бриджит Би          | 2018–2020            | NightMoves, XBIZ, XRCO, Urban X                                       | 7          |